# La Soledad, Zacatecas kommun
La Soledad är en ort i Mexiko.   Den ligger i kommunen Zacatecas och delstaten Zacatecas, i den centrala delen av landet, 500 km nordväst om huvudstaden Mexico City. La Soledad ligger 2 180 meter över havet och antalet invånare är 261.
Terrängen runt La Soledad är platt norrut, men söderut är den kuperad. Runt La Soledad är det tätbefolkat, med 286 invånare per kvadratkilometer. Närmaste större samhälle är Zacatecas, 19,4 km nordost om La Soledad. Omgivningarna runt La Soledad är i huvudsak ett öppet busklandskap.